# Aquilegia pancicii
Aquilegia pancicii är en ranunkelväxtart som beskrevs av Árpád von Degen. Aquilegia pancicii ingår i släktet aklejor, och familjen ranunkelväxter. Inga underarter finns listade i Catalogue of Life.